# Josef Teufl (Widerstandskämpfer)

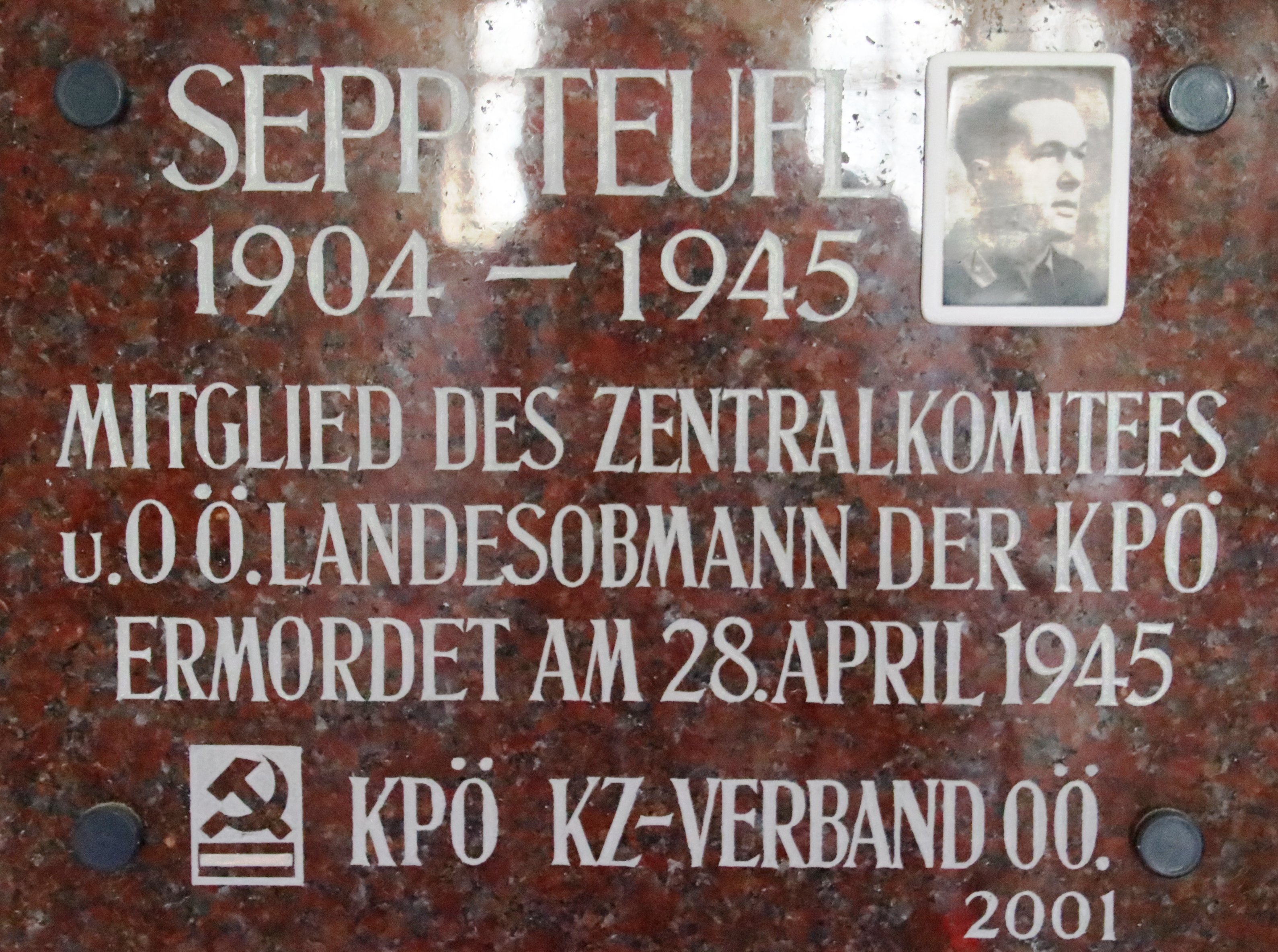
Gedenktafel im Konzentrationslager Mauthausen

Josef Teufl, genannt Sepp Teufl (* 24. November 1904 in Wien; † 28. April oder 29. April 1945 im KZ Mauthausen) war ein österreichischer Politiker (KPÖ) sowie Widerstandskämpfer gegen den Austrofaschismus und Nationalsozialismus. Teufl gehörte dem konspirativen Lagerwiderstand im KZ Mauthausen an und wurde kurz vor der Befreiung des Lagers ermordet.

## Leben
Teufl, dessen Vater Musiklehrer und Mutter Krankenschwester war, absolvierte nach dem Abschluss der Grund- und Bürgerschule von 1919 bis 1922 eine Schlosserlehre. Zunächst war er bis 1926 in seinem Ausbildungsbetrieb, der Linzer Lokomotivfabrik Krauß, tätig, danach den Steyr-Werken und schließlich ab 1929 bei der Linzer Tabakfabrik. Teufl war seit 1927 verheiratet und wurde Vater von drei Kindern.

### Politische und gewerkschaftliche Tätigkeit
Teufl, der dem Republikanischen Schutzbund angehörte, wurde Ende der 1920er Jahre Mitglied der KPÖ. In der Linzer Tabakfabrik engagierte er sich gewerkschaftlich, wurde Betriebsrat und organisierte im Betrieb den Protest gegen das umstrittene Todesurteil für Sacco und Vanzetti. Von 1932 bis zum Verbot der Freien Gewerkschaften 1934 war Teufl Vertrauensmann der Tabakarbeitergewerkschaft. Teufl wurde 1934 durch das Direktorium der Linzer Tabakfabrik entlassen.

### Widerstand gegen den Austrofaschismus
Nach dem Verbot der KPÖ durch die austrofaschistische Regierung im Mai 1933 wurde Teufl Landesobmann der KPÖ in Oberösterreich und setzte seine politische Tätigkeit unter dem Tarnnamen „Brand“ illegal fort.
Nachdem er bereits am 9. September 1933 mit weiteren Kommunisten und Sozialisten festgenommen worden war, trat er öffentlich gegen die abwartende Haltung Otto Bauers und für den Kampf gegen den Austrofaschismus ein. Teufl nahm an den Februarkämpfen 1934 aktiv teil und organisierte danach illegale Flugblattaktionen in Linz. Im August 1934 wurde Teufl auf einer konspirativen Landeskonferenz im Amt des Landesobmanns der KPÖ bestätigt. Teufl suchte in dieser Funktion die Kooperation mit den Angehörigen des Republikanischen Schutzbundes und Sozialdemokraten. Von September 1934 bis März 1935 war Teufl wegen illegaler politischer Betätigung im Linzer Landesgericht arrestiert und wurde auf dem 12. Parteitag der KPÖ in Abwesenheit im September 1934 ins Zentralkomitee gewählt. Teufl wurde wegen der illegalen politischen Tätigkeit, u. a. soll er eine kommunistische Betriebszelle in der Tabakfabrik gegründet haben, durch das Landgericht Linz am 28. März 1935 zu vier Monaten schweren Kerker verurteilt. Aufgrund von „Hintanhaltung von Störung der öffentliche Ruhe“ war Teufl von Mai 1936 bis Dezember 1936 im Anhaltelager Wöllersdorf interniert. Später erhielt Teufl seine Arbeitsstelle bei der Tabakfabrik zurück.

### Widerstand gegen den Nationalsozialismus
Nach dem „Anschluss“ von Österreich an das Deutsche Reich im März 1938 wurde Teufl durch die Gestapo überwacht, verhielt sich aber unauffällig. Nach Beginn des Zweiten Weltkrieges musste Teufl aufgrund seines politischen Hintergrunds keinen Kriegsdienst bei der Wehrmacht leisten. Aufgrund Teufls Ausstrahlung und dessen Einfluss versuchte der ihm aus Haftzeiten bekannte Gauleiter August Eigruber Teufl vergeblich für einen Funktionärsposten bei den Nationalsozialisten zu gewinnen. Teufl setzte seine Arbeit konspirativ fort, druckte und vertrieb illegale Flugblätter und baute die Landesleitung der KPÖ und war ab 1940 Vorsitzender der reorganisierten Landesleitung der KPÖ. Durch einen Gestapospitzel wurde auch Teufl verraten und im September 1944 mit weiteren Kommunisten in das KZ Mauthausen eingeliefert. In Mauthausen gehörte er führend dem Lagerwiderstand an und organisierte die illegale politische Arbeit, ließ Fluchtmöglichkeiten ausspähen und die SS-Angehörigen im Lager beobachten. In Mauthausen musste Teufl Zwangsarbeit im Steinbruch leisten und wurde mehrfach durch das Lagerpersonal schwer misshandelt. Am 28. April 1945 ließ Eigruber über Funk nach Mauthausen den Mordbefehl für die im September eingelieferten Linzer und Welser Kommunisten übermitteln, da er diese als „aufbauwillige Kräfte“ für die Alliierten ansah und dies verhindern wollte. Nach einem gescheiterten Ausbruchsversuch wurden 42 von den 43 zur Tötung bestimmten Häftlinge am 28. oder 29. April 1945 vergast.

## Gedenken
Gedenktafeln für Teufl befinden sich in Linz (1955), Wien (1948) und dem ehemaligen Krematorium des KZ Mauthausen (2001). In Linz befindet sich am Bindermichl die Teuflstrasse. Teufls Tochter Ingeborg Ertelt hat über ihren Vater eine Biografie verfasst.